# Gmina Kalnik
Gmina Kalnik (chorw. Općina Kalnik) – gmina w Chorwacji, w żupanii kopriwnicko-kriżewczyńskiej. W 2011 roku liczyła  1351 mieszkańców.